# Dick Gephardt
Richard Andrew (Dick) Gephardt (St. Louis, 31 januari 1941) is een Amerikaans politicus. Gedurende 29 jaar was hij lid van het Huis van Afgevaardigden namens Missouri. Hij is lid van de Democratische Partij.
Gephardt werd geboren in St. Louis. Zijn vader was chauffeur van een melkwagen, en zijn moeder was secretaresse. Gephardt studeerde rechten aan de Northwestern University en de Universiteit van Michigan.
In 1965 werd hij advocaat in Missouri. Hij deed tot 1971 dienst in de Air National Guard van Missouri. In 1976 werd hij voor de Democratische Partij gekozen in het Amerikaanse Congres. Hij werd steeds herkozen, tot hij in 2003 zijn zetel opgaf.
Gephardt stelde zich in 1988 kandidaat voor de presidentsverkiezingen. Hij voerde een campagne voor protectionistische maatregelen ter bescherming van de Amerikaanse industrie, en verwierf daarmee steun onder de arbeidersbevolking in het noorden. Maar hij legde het tegen andere democratische kandidaten af.
Van 1995 tot 2003 leidde hij de Democratische minderheid in het Congres. Op 5 januari 2003 kondigde hij aan dat hij voor de tweede maal mee zou doen aan de voorverkiezingen. Toen hij op 19 januari 2004 in de caucus van Iowa slechts een vierde plaats haalde achter John Kerry, John Edwards en Howard Dean, trok hij zich opnieuw terug.
In 2005 trok hij zich terug uit de politiek.
Gephardt is gehuwd, en heeft een zoon en twee dochters.
- Gemeinsame Normdatei: 124425836
- International Standard Name Identifier: 0000 0000 3199 4731
- Library of Congress Control Number: n93055881
- National Archives and Records Administration: 10574503
- Nationale Bibliotheek van Israël: 987007453582505171
- Nederlandse Thesaurus van Auteursnamen: 169219615
- SNAC: w68059pw
- Système universitaire de documentation: 235182133
- Biographical Directory of the United States Congress: G000132
- Virtual International Authority File: 70603608
- WorldCat: E39PBJqBvWrbM69TdVtxThfKBP